# District de Nishimuro
Le district de Nishimuro (西牟婁郡, Nishimuro-gun) est un district de la préfecture de Wakayama, au Japon.

## Géographie

### Démographie
Au 1er décembre 2014, la population du district de Nishimuro était de 40 867 habitants répartis sur une superficie de 433,25 km2.

### Municipalités du district
- Kamitonda
- Shirahama
- Susami